# Зеленский, Исаак Абрамович
Исаа́к Абра́мович Зеле́нский (10 [22] июня 1890, Саратов, Российская империя — 15 марта 1938, полигон «Коммунарка», Московская область, РСФСР) — советский партийный и государственный деятель, первый секретарь ЦК КП(б) Узбекистана (1929), председатель/ответственный секретарь Среднеазиатского бюро ЦК РКП(б)-ВКП(б) (1924—1931).

## Биография
Родился в еврейской семье. Его отец был портным. Окончил начальное училище в Саратове, после окончания которого работал в шапочной мастерской, затем конторщиком, после в типографии.
В 1906 году вступил в РСДРП, был членом большевистской части партии. С 1907 года он становится членом Саратовского комитета РСДРП; вел пропагандистскую работу в Оренбурге, Пензе, Самаре, Царицыне и Москве. За свою партийную работу неоднократно подвергался арестам. С 1915 года являлся секретарём больничной кассы в Сормово. В 1915 году он был арестован и сослан в ссылку в Иркутскую губернию. В декабре 1916 года бежал из ссылки.
Весной 1917 года был утвержден председателем Басманного районного совета в Москве. В октябре 1917 года он в составе вооруженных формирований большевиков участвовал в вооружённом захвате власти в Москве.
В 1918 году — заведующий отделом районов Московского Совета, в 1918—1920 годах — заведующий Московским продовольственным отделом, член коллегии Народного комиссариата продовольствия РСФСР. Руководил реквизицией хлеба у населения подмосковных районов, деятельностью продотрядов.
С 1920 года он стал секретарём, а с 1921 по 1924 год — ответственный секретарь Московского губернского комитета РКП(б). В январе-апреле 1921 года — управляющий делами Президиума Моссовета и Мосгубисполкома, председатель административно-территориальной комиссии Моссовета и Мосгубисполкома.
Член Оргбюро ЦК ВКП(б) (1924), кандидат в члены Оргбюро (1922—1924), кандидат в члены ЦК РКП(б) (1921—1922).
В июне-августе 1924 года — секретарь ЦК ВКП(б) (кандидат в члены Секретариата ЦК с 14.6.1923). Член комиссии по организации похорон Ленина.
В ноябре 1924 года он был направлен в Ташкент секретарём Среднеазиатского бюро ЦК ВКП(б). Возглавлял Центральную территориальную комиссию по национально-государственному размежеванию Средней Азии.
В 1924—1931 годах — председатель/ответственный секретарь Среднеазиатского бюро ЦК РКП(б)-ВКП(б). В июне-декабре 1929 года — первый секретарь ЦК КП Узбекистана, затем с 1929 по 1931 год — секретарь ЦК КП Узбекистана. В его честь с 1924 по 1937 год узбекский город Асака назывался Зеленск. После его ареста он был переименован в Ленинск.
С 1931 года являлся председателем правления Центросоюза, а также членом ВЦИК и ЦИК СССР.
26 января—10 февраля 1934 года делегат XVII съезда ВКП(б) с совещательным голосом.
В августе 1937 года он был арестован, а на октябрьском Пленуме ЦК ВКП(б) того же года выведен из состава ЦК. Был привлечён в качестве подсудимого на судебном процессе по делу так называемого «Антисоветского правотроцкистского центра». 13 марта 1938 года Военной коллегией Верховного Суда СССР он был приговорён к высшей мере наказания, а 15 марта 1938 года — расстрелян.
Военной коллегией Верховного суда СССР 15 июня 1959 года был реабилитирован за отсутствием состава преступления. А 3 июля 1959 года Комиссией партийного контроля при ЦК КПСС было восстановлено его членство в КПСС.

## Семья
- Первая жена — Анна Григорьевна Сольц, племянница Арона Сольца, репрессирована. 
  - Дочь Елена, инженер, была замужем за доктором технических наук Натаном Борисовичем Либерманом, специалистом по котельным установкам. 
    - Внук — Борис Натанович Либерман, экономист, сотрудник Госкомстата и предприниматель[7].
- Вторая жена — Мария Фёдоровна Муратова (1900—1961), заведующая женотделом Невельского уездного комитета партии, затем Орготделом ЦК ВКП(б) и заместителем уполномоченного ЦКК по Средней Азии; редактор журнала «Крестьянка». 
  - Сын — Владимир.

## Память
В 1924—1937 гг город Асака в Узбекистане назывался Зеленск.